# Da Nord a Sud... e ho detto tutto!
Da Nord a Sud... e ho detto tutto! è stato un programma televisivo italiano di varietà, in onda per tre lunedì in prima serata su Rai 1 dal 21 settembre al 5 ottobre 2009, con la conduzione di Vincenzo Salemme e Anna Falchi.

## Il programma
Trasmesso dal Teatro delle Vittorie a Roma, aveva come scopo dichiarato mettere in confronto tutto quello che riguarda il Sud d'Italia con ciò che concerne il Nord, mostrando quindi le differenze tra i modi di dire, i luoghi comuni ed i vizi del Sud e del Nord del Belpaese. Ciascuno dei conduttori parteggia per una delle due zone geografiche: Salemme difende a spada tratta la propria napoletanità, così come la Falchi ostenta la propria origine settentrionale.
Compare nella trasmissione, affiancando Salemme in degli sketch-parodia di trasmissioni famose, anche il suo storico collaboratore Maurizio Casagrande. Fa parte del cast pure il cingalese Asoka Devamunige alias Ronnie.
La prima puntata, dove sono intervenuti come ospiti Giorgio Panariello, Gigi D'Alessio ed Edwige Fenech, è stata seguita da una media di 4.092.000 telespettatori, con uno share del 15,59%.
La seconda puntata, che ha avuto come ospiti Ambra Angiolini, Veronica Pivetti, Flavio Insinna, Fiorella Mannoia, Fausto Leali, Maria Perrusi e Cristina Chiabotto, ha totalizzato è stata seguita da una media di 3.350.000 telespettatori, con uno share del 13,47%%.
La terza puntata, che ha avuto come ospiti Tania Cagnotto, Massimiliano Rosolino, Massimo Boldi e Francesca Reggiani, ha totalizzato 3.264.000 spettatori, pari ad uno share del 13,39%.